# اندیس سرب وروی سنگسر
سرب وروی سنگسر یک اندیس فلزی است که در حوالی شهر سمنان استان سمنان قرار دارد و مادهٔ معدنی موجود در آن، سرب و روی است.  